# Władysław Zajdler (1894–1938)
Władysław Zajdler (ur. 16 stycznia 1884 w Chełmie, zm. 26 stycznia 1938 we Lwowie) – polski nauczyciel, urzędnik oświatowy II Rzeczypospolitej, żołnierz Legionów Polskich.

## Życiorys
Urodził się w 1894 jako syn Władysława i Pelagii. W rodzinnym Chełmie był uczniem Prywatnego Gimnazjum im. Pawła Chrzanowskiego do czasu strajku szkolnego w 1905. Odbył studia na Wydziale Matematyczno-Przyrodniczym Uniwersytetu Jagiellońskiego. Zaangażował się w działalność w organizacjach niepodległościowych oraz został absolwentem kursu rekruckiego w Związku Strzeleckim.
Po wybuchu I wojny światowej wstąpił do Legionów Polskich. W czasie od września 1914 do stycznia 1915 był przydzielony do Wolnej Wojennej Szkoły, działał w ramach Narodowego Związku Robotniczego i Polskiej Organizacji Wojskowej. Brał udział w walkach frontowych w szeregach 4 pułku piechoty w składzie III Brygady. Służył jako sierżant sztabowy. Został superarbitrowany 1 sierpnia 1917. Uznany za zdolnego do służby pomocniczej.
Po odzyskaniu przez Polskę niepodległości objął stanowisko podstarościego w Zarządzie Cywilnym Ziem Wschodnich. Później pracował jako nauczyciel w Chełmie. Sprawował stanowiska pełniącego obowiązki wizytatora szkół oraz od stycznia 1935 naczelnika biura personalnego Kuratorium Okręgu Szkolnego Wołyńskigo w Równem.
Był żonaty, miał czworo dzieci.
Zmarł 26 stycznia 1938. Został pochowany w Chełmie 28 stycznia 1938.

## Ordery i odznaczenia
- Krzyż Niepodległości (25 lipca 1933)[1]
- Krzyż Oficerski Orderu Odrodzenia Polski
- Krzyż Kawalerski Orderu Odrodzenia Polski (11 listopada 1934)[2]